# Bärganstjärnen
Bärganstjärnen är en sjö i Skellefteå kommun i Västerbotten och ingår i Bureälven-Mångbyåns kustområde. Sjön har en area på 0,05 kvadratkilometer och ligger 7,7 meter över havet.

## Delavrinningsområde
Bärganstjärnen ingår i det delavrinningsområde (716016-177677) som SMHI kallar för Rinner mot S Bottenvikens kustvatten. Medelhöjden är 11 meter över havet och ytan är 8,58 kvadratkilometer. Det finns inga avrinningsområden uppströms utan avrinningsområdet är högsta punkten. Avrinningsområdets utflöde mynnar i havet, utan att ha någon enskild mynningsplats. Avrinningsområdet består mestadels av skog (90 procent). Avrinningsområdet har 0,05 kvadratkilometer vattenytor vilket ger det en sjöprocent på 0,6 procent.